# Val-des-Bois
Val-des-Bois es un municipio canadiense situado en la provincia de Quebec.

## Superficie
Val-des-Bois tiene una superficie de 222,67 km².

## Demografía
En 2021, tenía 920 habitantes, una densidad poblacional de 4,1 hab./km², y 837 viviendas.